# Huifloden
Huifloden eller Hui He (浍河) är en flod i Kina. Det flyter genom Anhui i den östra delen av landet, 800 km söder om huvudstaden Peking. Huifloden är en biflod till Huaifloden.